# Campionato europeo femminile under 17 di calcio 2011
Il Campionato europeo femminile under 17 di calcio 2011 è stata la quarta edizione della competizione. La fase finale si è disputata ancora una volta a Nyon, in Svizzera, dal 28 al 31 luglio 2011.
Le 41 squadre partecipanti presero parte, come nei precedenti tornei, a due turni di qualificazione, con quattro squadre che si qualificarono per la fase finale. Questa edizione fu vinta dalle campionesse uscenti della Spagna.

## Fase finale

### Tabellone
La fase finale fu giocata in Svizzera.
|  | Semifinali | Semifinali | Semifinali |         |        | Finale          | Finale          | Finale          |  |
|  |            |            |            |         |        |                 |                 |                 |  |
|  | Islanda    | Islanda    | 0          |         |        |                 |                 |                 |  |
|  | Islanda    | Islanda    | 0          |         |        |                 |                 |                 |  |
|  | Spagna     | Spagna     | 4          |         |        |                 |                 |                 |  |
|  | Spagna     | Spagna     | 4          |         | Spagna | Spagna          | 1               |                 |  |
|  |            |            |            |         | Spagna | Spagna          | 1               |                 |  |
|  |            |            | Francia    | Francia | 0      |                 |                 |                 |  |
|  | Germania   | Germania   | Francia    | Francia | 0      | 2 (5)           |                 |                 |  |
|  | Germania   | Germania   |            |         |        | 2 (5)           |                 |                 |  |
|  | Francia    | Francia    | 2 (6)(dcr) |         |        | Finale 3º posto | Finale 3º posto | Finale 3º posto |  |
|  | Francia    | Francia    | 2 (6)(dcr) |         |        |                 |                 |                 |  |
|  |            |            |            |         |        |                 |                 |                 |  |
|  |            |            |            |         |        | Islanda         | Islanda         | 2               |  |
|  |            |            |            |         |        | Islanda         | Islanda         | 2               |  |
|  |            |            |            |         |        | Germania        | Germania        | 8               |  |

### Semifinali
| Arbitro: | Simona Ghisletta |

|  |           |                                                      |
|  | Marcatori | 12’ García 34’, 36’ Putellas 67’ (aut.) Viggosdóttir |

| Arbitro: | Konstantina Mpoumpouri |

|                                                               |                      |                                                                         |
| Magull 8’ Jäger 68’                                           | Marcatori            | 49’ Lavogez 60’ Belkacemi                                               |
| Magull Dallman Seifert Petermann Däbritz Bröckl Jäger Leupolz | Tiri di rigore 5 – 6 | Lavogez Belkacemi Declercq Kerrache Huchet Mbock Bathy Nka Adram Wenger |

### Finale 3º posto
| Arbitro: | Konstantina Mpoumpouri |

|                                     |           |                                                                    |
| Þrastardóttir 48’ Lúðvíksdóttir 80’ | Marcatori | 12’ Däbritz 14’, 40+1’, 47’ Magull 26’, 38’, 67’ Jäger 68’ Leupolz |

### Finale
| Arbitro: | Simona Ghisletta |

|               |           |  |
| Pomares 80+2’ | Marcatori |  |